# Sidney Tarrow
 (décembre 2023).
Sidney G. Tarrow est un professeur de science politique et de sociologie américain né le 3 novembre 1938 à New York. Il est essentiellement connu pour ses recherches dans les domaines de politique comparée, des mouvements sociaux, des partis politiques, des actions collectives et de la sociologie politique.

## Biographie

### Éducation
En 1960, Sidney Tarrow obtient un Bachelor of Arts auprès de l'Université de Syracuse. L'année suivante, il est diplômé d'un Master of Arts en droit public et administration publique à l'Université Columbia. Il devient doctorant en sciences politiques auprès de l'Université de Californie à Berkeley en 1965.

### Idées
Dans les années 1960, le premier centre d'intérêt de Tarrow est l'étude du communisme. La décennie suivante, il se concentre sur l'étude de l'administration territoriale comparée et dans les années 1980 sur l'étude des mouvements sociaux et des cycles de protestation (ou cycles de controverse, en anglais : cycles of contention). Comme spécialiste de politique européenne et de la société, Sidney Tarrow a beaucoup écrit sur les politiques italienne et française, les relations centre-périphérie, les nouveaux mouvements sociaux, et les revendications. Tarrow est un expert reconnu dans le domaine des nouveaux mouvements sociaux et, plus largement, les formes de protestation.
Son livre de 1994, Power in Movement (« Le pouvoir en mouvement ») analyse les causes culturelles, organisationnelles et individuelles de la puissance des mouvements sociaux dans la lutte politique et comme source de changements des structures opportunes en politique.  
Sa liste de cinq structures opportunes politiques sont la facilité d'accès; le changement des alignements; la division des élites; l'influence des alliés, de la répression et de la facilitation.[pas clair] Tarrow écrit qu'à la différence des institutions politiques ou socio-économiques, les mouvements sociaux ont un pouvoir impalpable mais qui n'en est pas moins réel. Tarrow avance une théorie de l'action collective pour expliquer l'histoire cyclique des mouvements sociaux (visible sous la forme de cycles de protestation) et offre une interprétation de la puissance du mouvement qui souligne ses effets sur l'existence des individus, les réformes et la culture politique. Dans cet ouvrage, il énumère également quatre conditions préalables à l'existence de mouvements sociaux durables : 
1. une occasion politique,
2. un réseau social étendu,
3. une forme familière d'action collective, et
4. un cadre culturel qui puisse trouver un écho au sein la population.

En 2001, avec Doug McAdam et Charles Tilly, il publie Dynamics of Contention dans lequel les auteurs ont élargi le cadre du mouvement social pour couvrir un plus large éventail des formes de controverse. Ouvrage qui précéda son New Transnational Activism (Cambridge, 2005), dans lequel il appliqua ce cadre au nouveau mouvement transnational de controverse, puis dans un manuel avec Tilly, intitulé Contentious Politics (Paradigm, 2006). Il travaille actuellement sur les droits de l'homme au niveau international.
Il est actuellement professeur d'administration publique et sociologie à l'Université Cornell.

## Publications choisies
- Peasant Communism in Southern Italy, New Haven, Connecticut: Yale University Press, 1967; (revised and translated as Partito comunista e contadini nel Mezzogiorno, Turin: Giulio Einaudi, ed., 1972).
- Between Center and Periphery: Grassroots Politicians in Italy and France, Yale University Press, 1977; (translated as Tra centro e periferia, Il Mulino, 1979).
- Democracy and Disorder, Oxford University Press, 1989 (revised and translated as Democrazia e disordine, Laterza, 1990).
- Power in Movement: Collective Action, Social Movements and Politics, Cambridge University Press, 1994. (Spanish trans.: El Poder en Movimiento, Alianza, 1998; revised as Power in Movement: Social Movements and Contentious Politics, Cambridge University Press, 1998).
- (avec Bert Klandermans et Hanspeter Kriesi, eds.) From Structure to Action: Comparing Social Movement Research Across Cultures, International Social Movement Research I, (JAI Press, 1988).
- (avec David S. Meyer) The Social Movement Society: Contentious Politics for a New Century. Rowman & Littlefield, 1998.
- (avec Doug Imig) Contentious Europeans: Protest and Politics in a Europeanizing Polity. Rowman and Littlefield, 2001.
- (avec Doug McAdam et Charles Tilly) Dynamics of Contention. Cambridge University Press, 2001.
- (avec Ron Aminzade, et al.) Silence and Voice in the Study of Contentious Politics. Cambridge U. Press, 2001.